# J・マイケル・ストラジンスキー
ジョゼフ・マイケル・ストラジンスキー（Joseph Michael Straczynski、1954年7月17日 - ）はアメリカの作家でテレビ・プロデューサー。J・マイケル・ストラジンスキーを名乗っており、非公式にはジョー・ストラジンスキーあるいはJMSとも。

## 人物
作品は、映画、小説、コミック、ラジオドラマなど多岐に渡る。脚本家でもあり、かつてはジャーナリストだった。また脚本家のための教科書『シナリオの書き方』(The Complete Book of Scriptwriting) の作者としても知られている。SFテレビドラマ『バビロン5』の脚本・総監督を務めた。『バビロン5』の全110エピソードのうち92エピソードの脚本を書き、それと並行して進められたテレビ映画版5作品の脚本も書いている。2001年から2007年まで、マーベル・コミックの長く続いたシリーズ『アメイジング・スパイダーマン』の脚本家を務めた。
2009年、映画『チェンジリング』の脚本が英国アカデミー賞にノミネートされた。
Usenetや初期のコンピュータネットワークで1984年ごろから活動しており、各種オンライン・フォーラム（GEnie、CompuServe、AOLなど）でファンと交流してきた。インターネット上でファンと直接対話した最初のテレビ・プロデューサーとされ、ファンの意見を番組に反映させた（Babylon 5's use of the Internet を参照）。特に GEnie とニュースグループの rec.arts.sf.tv.babylon5.moderated でよく活動していた。最近はFacebookにページを持ち、そこでファンと交流している。
サンディエゴ州立大学 (SDSU) 出身で、心理学と社会学を学んだ。SDSU在学中は学生新聞 The Daily Aztec で記事を書いていたが、あまりにストラジンスキーの書いた記事が多いため "Daily Joe" などと冗談めかして呼ばれることがあったという。現在はロサンゼルスに在住。

## 生い立ち
ニュージャージー州パターソンで生まれる。父は肉体労働者だった。その後、ニューアーク、イリノイ州カンカキー、テキサス州ダラス、カリフォルニア州チュラビスタと引越し、チュラビスタで高校を卒業後、大学に進学してサンディエゴに移った。ストラジンスキー家の祖先はベラルーシ人とポーランド人で、一家はカトリック教徒だった。曽祖父母がロシア革命から逃れてアメリカにやってきた。父はアメリカで生まれているが、ドイツ、ポーランド、ロシアに住んでいたことがある。
サンディエゴでは、San Diego Magazine と The San Diego Reader 向けに文章を書き、ラジオドラマ Alien Worlds の脚本も書き、Writer's Digest から脚本についてのノンフィクション本の執筆契約を勝ち取った。
サンディエゴ州立大学で出会ったキャスリン・M・ドレナンと共に1981年4月1日にロサンゼルスに移住（1983年に結婚）。テレビ界への進出を計画すると同時に本の執筆に取り組んだ。ロサンゼルスでは、The Los Angeles Herald-Examiner、ロサンゼルス・タイムズ、The Los Angeles Reader、TV-Cable Week、ピープル誌向けに文章を書き、1983年、テレビアニメ He-Man and the Masters of the Universe の脚本を書いてそのプロデューサーに認められ、テレビ脚本家としての活動を始めた。
著書（The Complete Book of Scriptwriting 初版）に書かれていた略歴によると、ストラジンスキーは17歳のとき初めて戯曲を書き、21歳のときに連続ホームコメディを書き、24歳のとき初めて映画の脚本が売れたという。カリフォルニアなどで脚本執筆の講座やセミナーの講師を長年務めている。
ロサンゼルスのFMラジオ局で1987年から1992年までの5年間、Larry DiTillio と共に Hour 25 というトーク番組の司会を務めていた。

## テレビとラジオ
1983年、テレビ界に進出。当初アニメ番組の脚本を書き、その後実写番組の脚本家を経てプロデューサーとなり、『バビロン5』ではエミー賞（2回）、ヒューゴー賞（2年連続）など様々な賞を受賞した。『バビロン5』全110エピソードのうち92エピソードの脚本を自ら書き、テレビ映画版5本の脚本も自分で書いた。5年間続いた人物描写主体のスペースオペラで、リアリズムを追求し、SFXとしてCGIを多用した先駆的作品でもあった。『バビロン5』の続編 Crusade（全13話）でも原作とプロデューサーを務め、うち10話の脚本を書いている。また、ベルギーの終末もののコミック Jeremiah を原作とした同名のテレビドラマ (en) も制作し、全35話のうち19話の脚本を書いた。
その他のストラジンスキーが関わったテレビ作品を年代順に示す。
- He-Man and the Masters of the Universe（アニメ） - 脚本。9話執筆
- She-Ra: Princess of Power（アニメ） - 脚本。8話執筆
- Jayce and the Wheeled Warriors（アニメ） - 脚本。13話執筆
- The Real Ghostbusters（アニメ） - ストーリー編集。脚本（21話とスペシャルを執筆）
- スパイラルゾーン（アニメ） - 原案。脚本（第1話）
- キャプテンパワー（特撮ドラマ） - ストーリー監修。脚本（13話執筆）
- トワイライト・ゾーン（1985年版、特撮） - ストーリー編集。脚本（11話執筆）
- Jake and the Fatman（ドラマ） - ストーリー監修。脚本（5話執筆）
- ジェシカおばさんの事件簿（ドラマ） - プロデューサー補。脚本（7話執筆）
- 炎のテキサス・レンジャー（ドラマ） - プロデューサー。1話だけ脚本を書き、『バビロン5』制作のため離れた[13]。

『スパイラルゾーン』アニメ版の制作にも関わったが、名前を出すのをいやがり Fettes Grey という別名を使った。CBS Storybreak の脚本も書いたことがある。
1991年、『ジェシカおばさんの事件簿』の製作総指揮をしていたデイヴィッド・モエシンジャーは、低迷してきた視聴率を再浮上させるためにストラジンスキーをプロデューサーとして招いた。2人は主人公ジェシカ・フレッチャーをメイン州の田舎からニューヨークに引っ越させ、番組に新風を吹き込んだ。これによって30位台に低迷していた視聴率は再び10位以内に入るようになった。ストラジンスキーはジェシカを作家兼犯罪学者とし、特に作家として締め切りに追われつつ事件に関わるというスタイルを作り上げた。
2004年、パラマウント映画は『スタートレック:エンタープライズ』シリーズのプロデューサー候補としてストラジンスキーに接触した。しかし彼は自分の考える方向性で作品を制作できないと考えてそれを断わった。彼は Bryce Zabel と共に新たな「スタートレック」シリーズの案を書いた。
2005年、『バビロン5』の自身の脚本を公開しはじめ、2008年7月までインターネット上で公開していた。2009年1月にも一時的にテレビ映画版の脚本を公開したことがある。

## 映画
ストラジンスキーは映画の制作にも関わってきた。ショウタイム・ネットワークでロバート・ルイス・スティーヴンソンの『ジキル博士とハイド氏』の映画化（1989年）に際して脚本を書き、『ジェシカおばさんの事件簿』の映画版 Murder, She Wrote: A Story to Die For ではプロデューサーを務めた。
2006年、Erwin Stoff とアキヴァ・ゴールズマンをプロデューサーとしてユニバーサルがダビデ王の物語を映画化するという話が持ち上がり、ストラジンスキーに脚本の依頼があった。
2007年2月23日、ストラジンスキーはマックス・ブルックスのベストセラー小説『WORLD WAR Z』の映画版の脚本をパラマウント映画から依頼されたことを公表した。この小説の映画化権はブラッド・ピットの制作会社プランBエンターテインメントが獲得している。
2007年6月、ストラジンスキーが「シルヴァーサーファー」の映画版脚本を書いたことが発表され、映画が制作されるかどうかは『ファンタスティック・フォー:銀河の危機』の興行収入次第だとされた。また、トム・ハンクスのプレイトーン・プロダクションとユニバーサルの制作でピューリッツァー賞を受賞した小説 They Marched into Sunlight の映画化が進行しており、監督のポール・グリーングラスの書いた概略を元にストラジンスキーが脚本を書いている。2008年6月のデイリー・バラエティ誌は注目の脚本家10人にストラジンスキーを挙げている。その記事によると、ロン・ハワード監督で進行中の「レンズマン」と The Flickering Light の脚本とトム・クルーズとユナイテッド・アーティスツで進行中の Proving Ground の脚本もストラジンスキーが手がけているという。
2008年には、ジョエル・シルバーの『ニンジャ・アサシン』の脚本草稿を53時間で書き上げた。この映画はウォシャウスキー兄弟が製作に加わって2009年11月25日にアメリカで公開された。
2008年にユニバーサル・ピクチャーズが公開したアンジェリーナ・ジョリー主演のスリラー映画『チェンジリング』は、ストラジンスキーの脚本だった。なお、この映画は元々はロン・ハワードが監督する予定だったが、スケジュールの都合がつかないためクリント・イーストウッドが監督を務めた。この映画は2008年のカンヌ国際映画祭のコンペティション部門に出品され、英国アカデミー賞ではオリジナル脚本賞を含む8部門にノミネートされた。
2008年10月、SF映画の古典『禁断の惑星』のリメイク版の脚本をストラジンスキーが書くことが発表された。
2009年秋、ジェリー・ブラッカイマー監督で製作が進行中の Shattered Union の脚本をストラジンスキーが書いているとの報道があった。これは同名のコンピュータゲームをベースにした映画で、現代のアメリカ合衆国が内戦状態になるという設定である。

## 著作

### 小説、ノンフィクション
ストラジンスキーはホラー長編小説を3編（『デーモン・ナイト』、『ハロー、クリストフ』、Tribulations）、短編小説を20編弱書いている。短編小説の多くは2つの短編集「新・トワイライトゾーン」と Straczynski Unplugged に収録されている。また、『バビロン5』の小説版9編の概略も手がけ、テレビ映画版のノベライゼーション3編も監修している。
ジャーナリストでレビュアーでもあったため、ロサンゼルス・タイムズ、ロサンゼルス・ヘラルド・イグザミナー、Writer's Digest、ペントハウス、San Diego Magazine、Twilight Zone Magazine、San Diego Reader、Los Angeles Reader、タイムといった新聞や雑誌に500以上の記事を発表している。
『シナリオの書き方』（ISBN 9784061885585、The Complete Book of Scriptwriting ISBN 1-85286-882-1）は、脚本講座の入門的教科書としてよく使われており、アメリカでは現在第3版となっている。

### コミック
ストラジンスキーはコミックファンであり、1980年代後半からコミック原作を書いている。『バビロン5』のコミック版の他に、トワイライトゾーンやスタートレックのコミック版の原作を手がけている。
1999年、トップ・カウ・プロダクション/イメージ・コミックから Rising Stars をリリース。一時は Joe's Comics という自前のインプリントを立ち上げ Midnight Nation などをリリースした。その後マーベル・コミックと専属契約を結び、2001年から2007年までアメイジング・スパイダーマンの原作を手がけた。他にもマーベルのファンタスティック・フォーの原作などを手がけている。
マーベルとの専属契約が切れるとDCコミックスにも原作を提供するようになった。

## 賞と栄誉
- 1994年: Visions Of The Future Award（宇宙フロンティア財団） - 『バビロン5』のスタッフおよびキャスト全体に対して
- 1996年: ヒューゴー賞映像部門 - 『バビロン5』「シャドウ軍団の暗躍」[33]
- 1997年: ヒューゴー賞映像部門 - 『バビロン5』「潰えた願い」[34]
- 2002年: アイズナー賞 Best Serialised Story - 「アメイジング・スパイダーマン」[35]
- 2004年: イーグル賞 FAVOURITE COMICS WRITER（イギリスの読者投票によるコミックの賞）[36]

1992年、キットピーク国立天文台が発見した小惑星は 8379 Straczynski と名付けられた。